# Баралья
Баралья (гал. Baralla, ісп. Baralla) — муніципалітет в Іспанії, у складі автономної спільноти Галісія, у провінції Луго. Населення — 2955 осіб (2009).
Муніципалітет розташований на відстані близько 400 км на північний захід від Мадрида, 28 км на південний схід від Луго.
Муніципалітет складається з таких паррокій: Аранса, Аррошо, Баралья, Берселос, Костантін, Ковас, Феррейрос, Франкос, Гімарей, Лашес, Лебрушо, Лешо, Пасіос, Педрафіта-де-Кампорредондо, Пенаррубія, Піньєйра, Поль, Поусада, Ресесенде, Ріба-де-Нейра, Сан-Мартін-де-Нейра-де-Рей, Сан-Мігель-де-Нейра-де-Рей, Сіширей, Собрадо-де-Пікато, Вале, Вілачамбре, Віларпунтейро, Вілартелін.

## Демографія
Динаміка населення (INE ):

## Галерея зображень

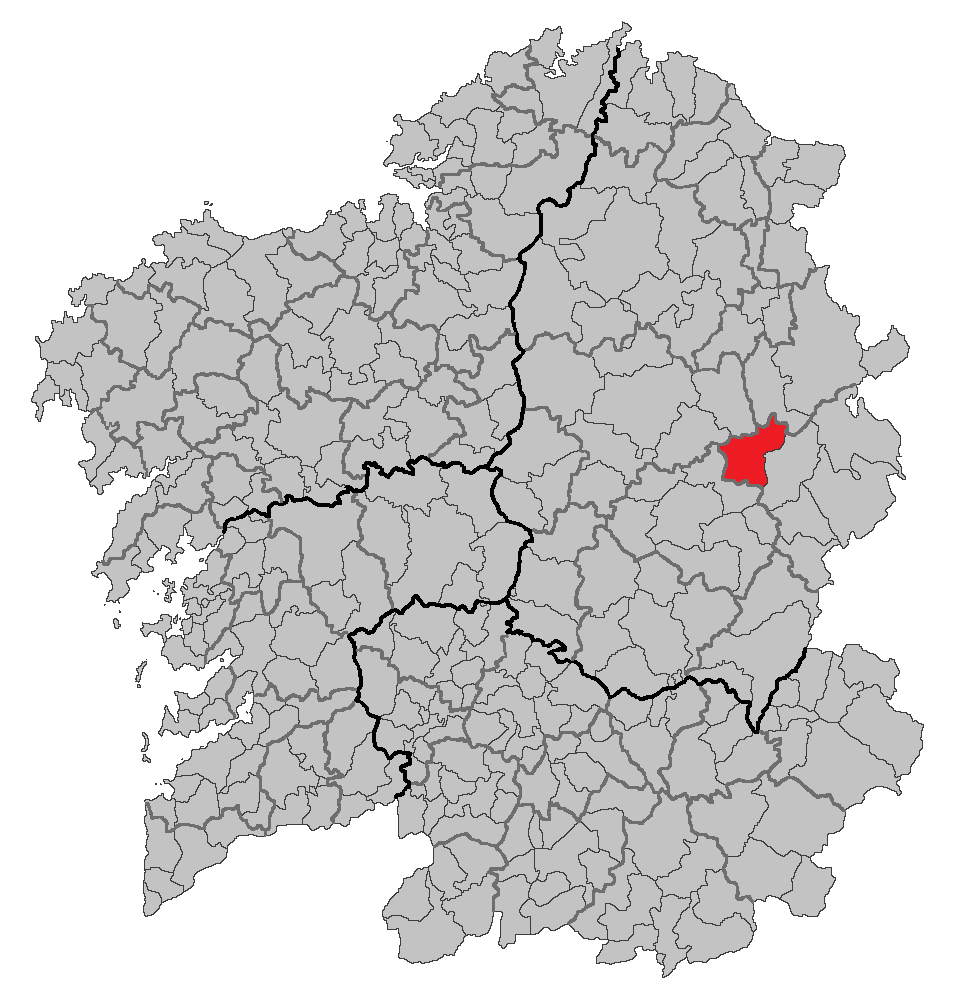
Розташування муніципалітету

## Парафії
Муніципалітет складається з таких парафій: 

## Релігія
Баралья входить до складу Лугоської діоцезії Католицької церкви.